# Descomposición de una aplicación lineal

## Isomorfismo canónico

### Definición y teorema
Sean {\displaystyle E} y {\displaystyle F} dos espacios vectoriales sobre un mismo cuerpo, o más generalmente, dos módulos sobre un mismo anillo. Sea {\displaystyle f} una aplicación lineal, {\displaystyle N=\ker(f)} su núcleo e {\displaystyle I={\text{Im}}(f)} su imagen o codominio.
Teorema: Existe un isomorfismo canónico {\displaystyle \phi }:
donde {\displaystyle {\overline {a}}={\hat {a}}=a+N} se puede ver como la clase de {\displaystyle a} en {\displaystyle E/N} ("a" módulo "N") o como el conjunto {\displaystyle a+N=\{a+n:n\in N\}} de los elementos de la forma {\displaystyle a+n} con {\displaystyle n\in N}.

### Prueba
1. Primero hay que verificar que {\displaystyle \phi } está bien definida, porque se ha definido {\displaystyle \phi ({\hat {a}})} escogiendo un elemento {\displaystyle a} (un representante) de la clase {\displaystyle {\hat {a}}}, y mirando su imagen por {\displaystyle f}. Hay que establecer que esta imagen no depende de esta elección.
 Sea entonces {\displaystyle u\in {\hat {a}}} otro elemento de {\displaystyle {\hat {a}}}. Las clases de {\displaystyle a} y {\displaystyle u} son idénticas: {\displaystyle {\hat {a}}={\hat {u}}}, lo que se puede escribir también: {\displaystyle a+N=u+N}. Entonces {\displaystyle u-a+N=N}, lo que significa que {\displaystyle u-a\in N} (porque {\displaystyle n\in N}, luego {\displaystyle a-u+0} también).
 Luego existe {\displaystyle n} en el núcleo de {\displaystyle f} tal que {\displaystyle u=a+n}, entonces {\displaystyle f(u)=f(a+n)=f(a)+f(n)=f(a)+0=f(a)} por linealidad.
2. {\displaystyle \phi } es sobreyectiva: Todo elemento de la imagen {\displaystyle I} es por definición de la forma {\displaystyle f(a)} que vale {\displaystyle \phi ({\hat {a}})}; luego pertenece también a {\displaystyle {\text{Im}}(\phi )}.
3. {\displaystyle \phi } es inyectiva: {\displaystyle \phi ({\hat {a}})=0} significa que {\displaystyle f(a)=0}, es decir que {\displaystyle a\in N}. Entonces {\displaystyle {\hat {a}}=a+N=o+N=N={\hat {o}}} que es el elemento neutro de {\displaystyle E/N}.

{\displaystyle \square }

## Descomposición de una aplicación lineal
Este isomorfismo se completa naturalmente en una descomposición de la aplicación lineal:  {\displaystyle f=i\circ \phi \circ \pi }, donde {\displaystyle i} es la inclusión canónica de {\displaystyle I} en {\displaystyle F} ({\displaystyle i(x)=x} para todo {\displaystyle x\in I}), y {\displaystyle \pi } es la sobreyección canónica de {\displaystyle E} sobre {\displaystyle E/N} ({\displaystyle \pi (a)={\hat {a}}} para todo {\displaystyle a\in E}): 
En efecto: {\displaystyle i\circ \phi \circ \pi (a)=i\circ \phi ({\hat {a}})=\phi ({\hat {a}})=f(a)} para todo {\displaystyle a\in E}. 
El diagrama precedente es conmutativo en el sentido siguiente:

Cuando existen dos caminos para ir de un punto a otro del diagrama, respetando claro está la orientación de las flechas, entonces se obtiene el mismo resultado por la composición de las aplicaciones.

En este nuevo ejemplo, los caminos verdes y rojos dan la misma aplicación: {\displaystyle g\circ f=j\circ h} y el camino azul equivale al negro: {\displaystyle m\circ k=g}.

## Ejemplos
1) Sea {\displaystyle f} la aplicación que asocia a un entero {\displaystyle n} su resto por la división euclidiana por 7 (escogido al azar).

Los restos posibles son 0, 1, 2, 3, 4, 5 y 6. La división de 6 por 7 da un resto de 6, mientras que la de 7 por 7 da como resto 0. Es por lo tanto lógico decidir que 0 sucede a 6 en este conjunto, que adquiere así una estructura circular. De hecho, se trata del anillo cíclico {\displaystyle \mathbb {Z} _{7}}:

| {\displaystyle \mathbb {Z} _{7}=\{{\overline {0}},{\overline {1}},{\overline {2}},{\overline {3}},{\overline {4}},{\overline {5}},{\overline {6}}\}} | , provisto de la adición módulo 7 y de la multiplicación también módulo 7. |

La aplicación {\displaystyle f} es lineal como propiedad de las congruencias, es sobreyectiva porque cada cifra entre 0 y 6 corresponde a un resto posible: basta con tomar el dividendo igual a la cifra.

No es inyectiva, y su núcleo es {\displaystyle \{...,-21,-21,-7,0,7,14,21...\}=7\mathbb {Z} } porque los dividendos que dan restos nulos son claramente los múltiplos de 7.

Como la inclusión {\displaystyle i} es, como {\displaystyle f}, sobreyectiva, se vuelve biyectiva (una inclusión es por definición inyectiva) y podemos prescindir de ella en la descomposición:

La flecha en diagonal representa el isomorfismo canónico entre {\displaystyle \mathbb {Z} /7\mathbb {Z} } y {\displaystyle \mathbb {Z} _{7}}.
2) Consideremos el producto vectorial en {\displaystyle \mathbb {R} ^{3}}, por un vector dado. Para fijar las cosas, sea {\displaystyle (\mathbf {i} ,\mathbf {j} ,\mathbf {k} )} una base ortonormal directa del espacio usual, y estudiemos la aplicación que al vector {\displaystyle \mathbf {u} } asocia el vector {\displaystyle \mathbf {i} \times \mathbf {u} } (el producto vectorial se denota {\displaystyle \times } o {\displaystyle \wedge }, según los países).

Su descomposición es la siguiente:

La sobreyección {\displaystyle \pi } es asimilable a la proyección ortogonal sobre el plano {\displaystyle (Oyz)} (mediante la identificación de una recta dirigida por {\displaystyle \mathbf {i} } a su intersección con el plano anterior).
En ella interviene la rotación {\displaystyle r} directa de 90 grados en el plano {\displaystyle (Oyz)} perpendicular al vector {\displaystyle \mathbf {i} }.

De hecho {\displaystyle {\overline {f}}} es asimilable a {\displaystyle r} (gracias a la identificación anterior).

Esto no es de extrañar porque el producto vectorial y las rotaciones en el espacio están íntimamente ligadas (ver cuaterniones y rotación en el espacio).
- El contenido de este artículo incorpora material de una entrada de la Enciclopedia Libre Universal, publicada en español bajo la licencia Creative Commons Compartir-Igual 3.0.

- Datos: Q5689315